# Château de la Basse-Touligny
Le château de la Basse-Touligny est un château situé à Touligny, en France.

## Localisation
Le château est situé sur la commune de Touligny, dans le département français des Ardennes.
Actuellement, propriété privée, il abrite une exploitation agricole.

## Historique
La construction du château a été achevée en 1652. 
L'édifice a été modifié au XIXe siècle. Il a été d'abord détruit partiellement en 1881 avant d'être restructuré et agrandi  entre 1881 et 1887 en transformant l'édifice en grande maison campagnarde. Il sera alors habité par Maurice Riché et son épouse Stéphanie née Colle, puis leurs enfants : Étienne Riché, Thérèse Escarra, Françoise Henriot et Georges Riché.
Cette restructuration a eu pour objet :
- La reconstruction de la tour carrée nord-est,
- Destruction et reconstruction de l'aile est (communs)
- Destruction de l'aile sud,
- Destruction de la façade sur cour de l'aile ouest
- Reconstruction de l'aile ouest qui une fois rénovée est plus haute que l'ancienne.

L'édifice est inscrit au titre des monuments historiques en 1998.